# Kanianka
Kanianka és un poble i municipi d'Eslovàquia que es troba a la regió de Trenčín. La primera menció escrita de la vila es remunta al 1463.

## Demografia
| Godina             | 1994 | 2004   | 2014   | 2024   |
| ------------------ | ---- | ------ | ------ | ------ |
| Nombre de persones | 3642 | 3990   | 4132   | 3802   |
| Diferència         |      | +9,55% | +3,55% | −7,98% |

| Godina             | 2023 | 2024   |
| ------------------ | ---- | ------ |
| Nombre de persones | 3846 | 3802   |
| Diferència         |      | −1,14% |

## Viles agermanades
Kanianka està agermanada amb les viles de:
- Fryšták, República Txeca
- Ruda nad Moravou, República Txeca